# Dostojka aglaja
Dostojka aglaja, perłowiec aglaja, perłowiec większy (Argynnis aglaja) – gatunek motyla dziennego z rodziny rusałkowatych (Nymphalidae).

## Wygląd
Rozpiętość skrzydeł od 45 do 55 mm, niewielki dymorfizm płciowy. Na spodzie tylnego skrzydła brak srebrnych kropek pomiędzy zewnętrznym a środkowym rzędem perłowych, owalnych plam.

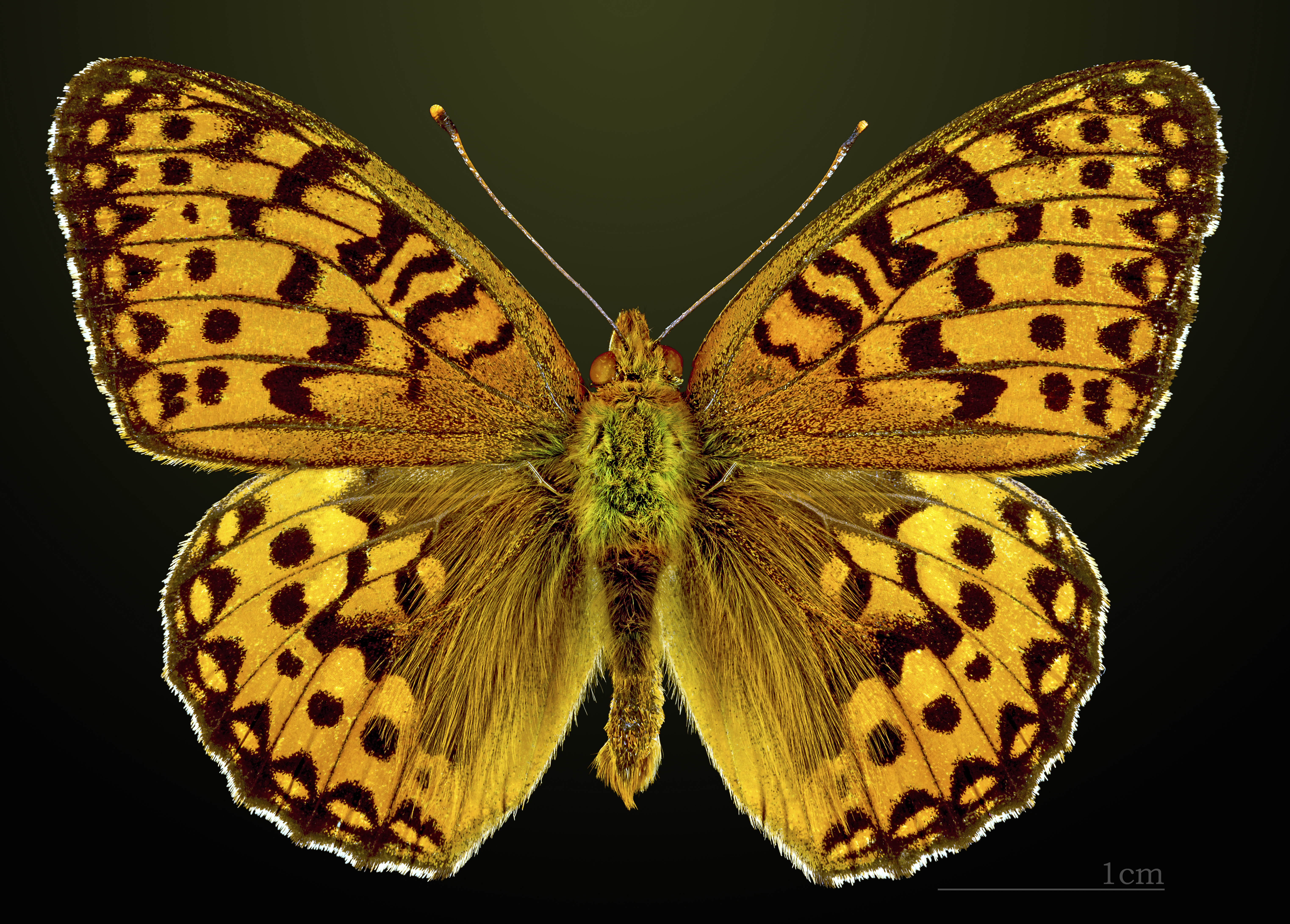
Dostojka aglaja
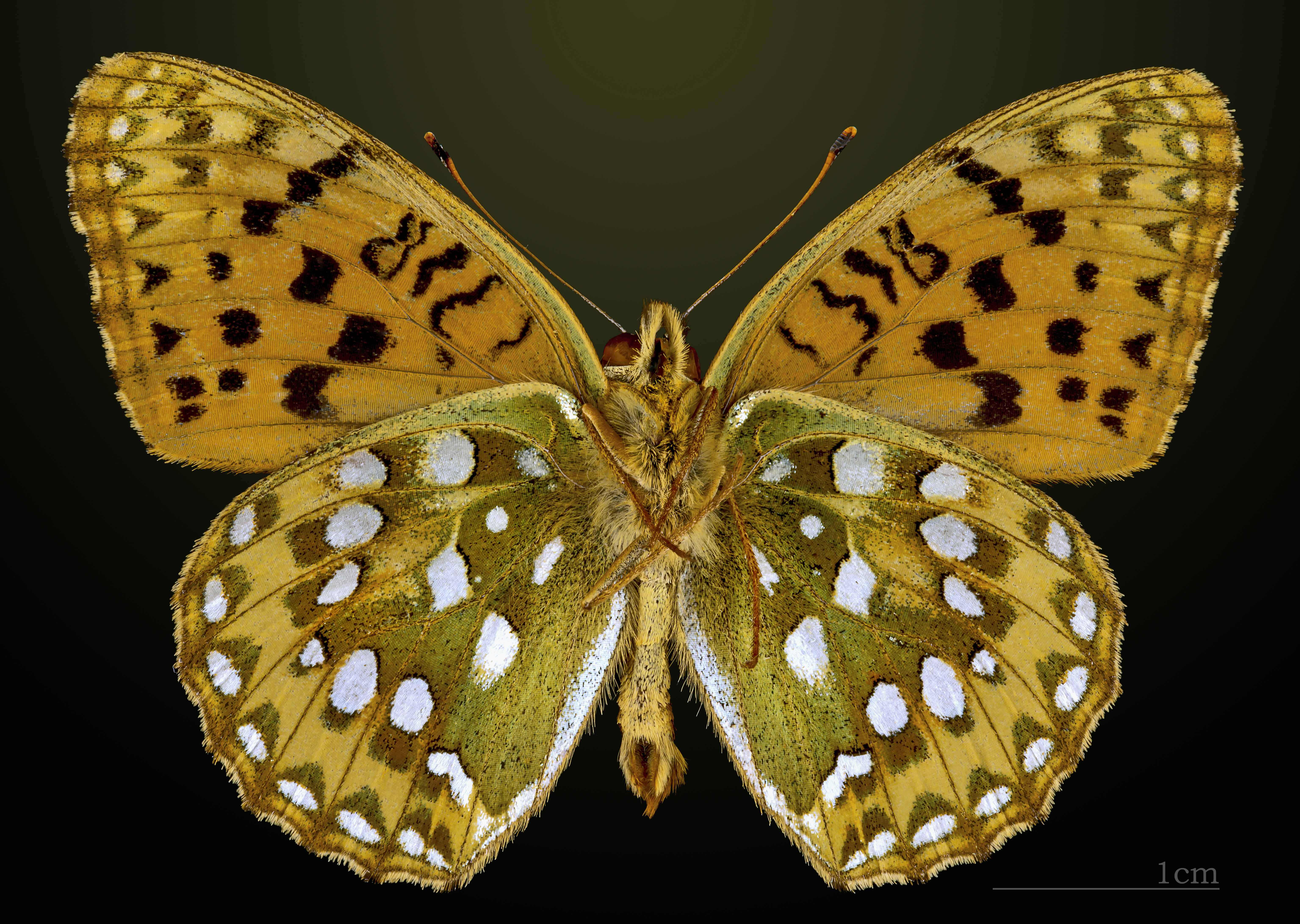
△ Dostojka aglaja

## Siedlisko
Kwietne łąki, zarośla, łąki torfiaste, nasypy kolejowe.

## Biologia i rozwój
Wykształca jedno pokolenie w roku. Patrolują siedlisko lotem szybkim i prostym. Jaja składane są pojedynczo na roślinie żywicielskiej lub w jej pobliżu. Larwy zimują w darni. Wiosną są bardzo aktywne, w ciepłe dni żerują na młodych pędach, w chłodne dni wygrzewają się na słońcu. Linieją pięciokrotnie. Imago wylęga się po 2-3 tygodniach.

## Okres lotu
Od końca czerwca do sierpnia.

## Rośliny żywicielskie gąsienic
Różne gatunki fiołków.

## Rozmieszczenie geograficzne
Gatunek palearktyczny, w Polsce występuje na terenie całego kraju. W Polsce gatunek nie jest zagrożony i nie wymaga ochrony.